# Pseudotaranis strongi
Pseudotaranis strongi är en snäckart som först beskrevs av Arnold 1903.  Pseudotaranis strongi ingår i släktet Pseudotaranis och familjen Turridae. Inga underarter finns listade i Catalogue of Life.